# 能勢頼一
能勢 頼一（のせ よりかず）は、江戸時代中期の旗本。江戸北町奉行。通称は甚四郎。官位は従五位下肥後守。

## 略歴
能勢頼雄の子。室は竹田政就の娘。子女は菅沼武勝室、能勢一英、ほかに女子ひとり。
父・頼雄が没し、元禄3年（1690年）12月に1歳で跡目相続し小普請となった。宝永4年（1707年）11月、小姓組番士、宝永6年（1709年）12月に小納戸、享保12年（1727年）6月、小十人頭を歴任し、同12月、布衣を着することを許された。享保14年（1729年）11月、小姓組組頭に昇進し、享保20年（1735年）10月、目付となった。
寛保元年（1741年）には、500石を加増されそれまでの蔵米100俵も知行地に改められ、武蔵国埼玉郡、上野国邑楽郡内600石を知行することとなった。延享元年（1744年）6月には町奉行にまで昇進し、同年12月、従五位下肥後守に叙任された。宝暦3年（1753年）3月、西ノ丸旗奉行となった。
宝暦4年（1754年）11月、職を辞し寄合となり、宝暦5年（1755年）5月に66歳で没した。

## 登場作品
- 『影の軍団II』（1981年、関西テレビ、演：蟹江敬三） - 北町奉行所筆頭与力の能勢甚四郎という設定で、史実と異なる。

- 『翔んでる!平賀源内（1989年、TBS、演：川合伸旺） - 北町奉行の能勢甚四郎として登場、老中の田沼意次の配下として、主役の源内らの力も借りつつ名裁きを行う好人物として描かれている。しかし、モデルとなった能勢頼一本人は、田沼意次が権勢を振るった田沼時代より世代が前の人物である。